# 19992 Schönbein
19992 Schönbein è un asteroide della fascia principale. Scoperto nel 1990, presenta un'orbita caratterizzata da un semiasse maggiore pari a 2,7229270 UA e da un'eccentricità di 0,1436286, inclinata di 7,17440° rispetto all'eclittica.